# Tolenas
Tolenas, maleno pleme iz grupe Patwina, porodica Copehan, mastanjeno u dolini Suisun Valley u Kaliforniji. Tokom ljetnih mjeseci Tolenasi su migrirali u močvarna područja gdje su podizali svoje nastambe od trstike tule i živjeli od ribolova i lova na zeca, jelene, divlje patke. Zimovanje su Tolenasi provodili na području današnjeg Rockvillea. Žir je svakako osnov njihove prehrane iz kojih se radio acorn bread, a sakupljao se ujesen. Žene su žir mrvile u kamenim avanima (mano i metate), i namakao se u vodi onoliko puta koliko bi trebalo da izgubi gorčinu. 
Po Tolenas Indijancima prozvani su izvori Tolenas (The Tolenas Springs): od kojih su njih četiri prozvani imenima While Sulpher, Empire, Congress i Seltzer. Voda ovih izvora prodaje se kao " Tolenas Springs Water".

## Vanjske poveznice
- T is also for Tolenas (Dječja stranica)  Arhivirana inačica izvorne stranice od 27. rujna 2007. (Wayback Machine)